# Narodni park Perijar
Narodni park Perijar in rezervat za divje živali (PNP) je zaščiteno območje v okrožjih Idukki in Pathanamthita v Kerali v Indiji. Znan je kot rezervat za slone in tigre. Zavarovano območje obsega 925 km², od tega je bilo 305 km² osrednjega območja leta 1982 razglašeno za narodni park Perijar. Park je prostor redke, endemične in ogrožene flore in favne in tvori glavno razvodje dveh pomembnih rek Kerale: Perijar in Pamba.
Park leži visoko v hribih Cardamom Hills in Pandalam Hills v jugozahodnih Gatih ob meji s Tamil Nadujem. Od mesta Kumili je oddaljen 4 km, približno 100 km vzhodno od Kotajama, 110 km zahodno od Maduraia in 120 km jugovzhodno od Kočija.

## Zgodovina
Prvi uradni ukrep za ohranjanje divjih živali in biotske raznovrstnosti v Kerali je leta 1934 sprejel maharadža iz Travancoreja, Čithira Thirunal Balarama Varma, z razglasitvijo gozdov okoli jezera Perijar za zasebni rezervat, da bi ustavil poseganje v nasade čaja. Ustanovljen je bil kot rezervat Nelikampati. Leta 1950 po politični integraciji Indije je bilo utrjeno kot zatočišče za divje živali.

## Geografija
Narodni park Perijar leži sredi goratega območja Cardamom Hills. Na severu se meja začne od točke, ki je najbližja Medaganamu na meddržavni meji do Velimalai, od tod meja sledi meddržavni meji od Velimalai do vrha Kalimalai (1615 m) in je omejena z gorskimi grebeni, visokimi več kot 1700 m nadmorske višine; proti zahodu se razširi v 1200 m visoko planoto. Od tega nivoja nadmorska višina strmo pada do najgloblje točke rezervata, 100-metrske doline reke Pamba. Najvišji vrh v parku je 2019 m visoka Kotamala, najjužnejši vrh v Indiji, višji od 2000 metrov. Reki Perijar in Pamba izvirata v gozdovih rezervata, obe v Mlapara. Drugi vidni vrhovi v parku so Pačajarmala, Velimala, Sunderamala, Čokampeti mala in Karimala. Topografijo sestavljajo strmi in valoviti griči, ki so močno gozdnati. Svetišče obdaja jezero Perijar, rezervoar, ki meri 31 km², ki je nastal, ko je bil leta 1895 postavljen jez Mulaperijar. Rezervoar in reka Perijar se vijeta okoli obrisov gozdnatih gričev, kar zagotavlja trajen vir vode za lokalno živalstvo.

### Podnebje
Temperatura se spreminja glede na nadmorsko višino in se giblje med 15 °C decembra in januarja ter 31 °C aprila in maja. Letne znašajo med 2000 in 3000 mm, približno dve tretjini padeta med [jugozahodnim monsunom] med junijem in septembrom. Velik del preostalega se zgodi med [severovzhodnim monsunom] med oktobrom in decembrom. Poletja so topla z nekaj padavinami v aprilu, zime pa so hladne.

## Rastlinstvo
Park sestavljajo tropski zimzeleni, polzimzeleni in vlažni listavci, gorska travišča, gorska savana, umetno ustvarjeni sestoji evkaliptusa, mokrišča, jezerski in rečni ekosistemi. V parku je bilo zbranih in opisanih skupno 1965 taksonov (vrst in infraspecifičnih) cvetnic. Med njimi je 17 vrst, ki so kategorizirane kot morda izumrle. od omenjenih taksonov cvetočih rastlin je v parku zabeleženih okoli 171 vrst trav in 140 vrst kukavičevk. Trave najdemo na odprtih travnikih, na robovih vodnih teles in gorskih habitatih, kjer raste protipožarno rastlinje in gosta trava, kot je slonja trava (Cenchrus purpureus). Tu so opazili, da se pasejo različne rastlinojede živali, kot so zambar, azijski sloni, gaur in divja svinja.
Gozdovi, ki jih najdemo tukaj, so sestavljeni iz listavcev, zimzelenih in pol zimzelenih dreves, kot so tikovec, palisander, terminalia, sandalovina, mango, malabarska sliva (Syzygium cumini), tamarinda, banyans, sveti figovec, Pterocarpus marsupium, bambus, Diospyros bourdillonii, Hopea parviflora, Dipterocarpus indicus, Semecarpus travancorica in edini južnoindijski iglavec Nageia wallichiana. V parku raste zdravilna Gloriosa superba. Endemična flora vključuje Habenaria periyarensis in Syzygium periyarense.
Park je obdan s kmetijskimi regijami, zlasti nasadi poljščin, kot so čaj, kardamom in kavovec.

## Živalstvo

### Sesalci
V parku je zabeleženih petintrideset vrst sesalcev, vključno s številnimi ogroženimi vrstami. Je pomemben rezervat za tigre in slone. Leta 2017 so na 925 kvadratnih kilometrih parka prešteli skupno 40 bengalskih tigrov. Dragocen je za azijskega slona in tudi za nekaj belih tigrov, ki jih najdemo tukaj. Drugi sesalci so gaur, zambar, divja svinja, indijska velika veverica, leteča veverica Travancore, džungelska mačka, rdeči volk, šobar, Nilgiri tahr, levjerepi makak, Nilgiri langur, sadni netopir Salima Alija, mungos s črtastim vratom in Nilgiri kuna.

### Ptice
V parku je mogoče videti okoli 266 vrst ptic, vključno s selivkami. Endemične ptice so malabarski sivi kljunorožec, golob Nilgiri, modrokrili papagaj, muharica Nilgiri, sončka s škrlatnim hrbtom, belotrebušni rdečevratec in štorklja s črnim vratom.
Štiridnevna raziskava, ki je bila izvedena od 1. do 4. decembra 2016, je bila organizirana pod okriljem rezervata za tigre Periyar (PTR) in je pokazala prisotnost 13 novih vrst ptic in 16 vrst metuljev, ki prej niso bili odkriti. Na novo najdene vrste ptic so gozdna sloka (Scolopax rusticola), stepski galeb (Larus fuscus barbensis), sivovrati strnad (Emberiza bruniceps) in strnad Acrocephalus agricola.

### Plazilci, dvoživke, ribe
Obstaja 45 vrst plazilcev - 30 kač, 13 kuščarjev in dve želvi. Kače so kraljeva kobra, malabarski gad in črtasta koralna kača.
Dvoživke v parku so cecilije, žabe in krastače. Vrste so malabarska jadralna žaba, azijska krastača (Duttaphrynus melanostictus), gljivasta žaba (Hydrophylax bahuvistara) in dvobarvna žaba.
V lokalnih jezerih in rekah najdemo približno 40 vrst rib. Sem spadajo postrv Lepidopygopsis typus, Crossocheilus periyarensis, Hypselobarbus periyarensis, Puntius ophicephalus in Travancoria.

## Vrednotenje ekosistema
Ocenjuje se, da rezervat tigrov Perijar (PTR) zagotavlja pretok v vrednosti 17,6 milijarde rupij letno. Pomembne ekosistemske storitve so vključevale zaščito genskega bazena (7,86 milijarde), oskrbo z vodo za okrožja Tamil Nadu (4,05 milijarde), habitat in zatočišče za divje živali (3,55 milijarde), ustvarjanje delovnih mest za lokalne skupnosti (25 milijonov), storitve čiščenja vode za bližnje mesta in okrožja (483 milijonov) in rekreacijska vrednost (425 milijonov).

## Galerija
- Rdeči volk v parku
- Pokrajina
- Čoln na jezeru Perijar
- Vhod v Informacijski center